# Campionati europei di badminton 2002
I Campionati europei di badminton 2002 si sono svolti a Malmö, in Svezia. È stata la 18ª edizione del torneo organizzato dalla Badminton Europe.

## Podi
| Evento              | Oro                                      | Argento                               | Bronzo                             |
| Singolare maschile  | Peter Rasmussen                          | Kenneth Jonassen                      | Rasmus Wengberg                    |
| Singolare maschile  | Peter Rasmussen                          | Kenneth Jonassen                      | Anders Boesen                      |
| Singolare femminile | Yao Jie                                  | Mia Audina Tjiptawan                  | Camilla Martin                     |
| Singolare femminile | Yao Jie                                  | Mia Audina Tjiptawan                  | Brenda Beenhakker                  |
| Doppio maschile     | Jens Eriksen and Martin Lundgaard Hansen | Anthony Clark and Nathan Robertson    | Lars Paaske and Jonas Rasmussen    |
| Doppio maschile     | Jens Eriksen and Martin Lundgaard Hansen | Anthony Clark and Nathan Robertson    | Michal Logosz and Robert Mateusiak |
| Doppio femminile    | Jane F. Bramsen and Ann-Lou Jørgensen    | Pernille Harder and Mette Schjoldager | Nicole Grether and Nicol Pitro     |
| Doppio femminile    | Jane F. Bramsen and Ann-Lou Jørgensen    | Pernille Harder and Mette Schjoldager | Ella Miles and Sara Sankey         |
| Doppio misto        | Jens Eriksen and Mette Schjoldager       | Nathan Robertson and Gail Emms        | Chris Bruil and Lotte Jonathans    |
| Doppio misto        | Jens Eriksen and Mette Schjoldager       | Nathan Robertson and Gail Emms        | Michael Søgaard and Rikke Olsen    |
| Gara a Squadre      | Danimarca                                | Inghilterra                           | Paesi Bassi                        |

## Medagliere
| Posiz. | Nazione     | Oro | Argento | Bronzo | Totale |
| ------ | ----------- | --- | ------- | ------ | ------ |
| 1      | Danimarca   | 5   | 2       | 4      | 11     |
| 2      | Paesi Bassi | 1   | 1       | 3      | 5      |
| 3      | Inghilterra | 0   | 3       | 1      | 4      |
| 4      | Germania    | 0   | 0       | 1      | 1      |
| 4      | Polonia     | 0   | 0       | 1      | 1      |
| 4      | Svezia      | 0   | 0       | 1      | 1      |
| Totale | Totale      | 6   | 6       | 11     | 23     |